# Улыбки летней ночи
«Улыбки летней ночи» (швед. Sommarnattens leende) — кинофильм шведского режиссёра Ингмара Бергмана.

## Сюжет
В фильме девять действующих лиц: стареющий богатый адвокат, два года назад женившийся на 18-летней красавице, которая после свадьбы всё ещё остаётся девственницей; сама эта красавица, воспринимающая своего мужа как отца и влюблённая в его сына своего пасынка; сын адвоката, студент духовной семинарии; симпатичная и развязно ведущая себя служанка, заигрывающая со всеми в доме без оглядки на статус и половую принадлежность; бывшая любовница адвоката — самодостаточная незамужняя актриса местных театров, воспитывающая байстрюка; её нынешний любовник — молодой аристократ, богач, бретёр и бабник; его любящая, ревнивая и в то же время верная жена, подруга девственной адвокатши; наконец, прикованная к креслу старостью, обезноженная мать актрисы, дама тоже явно из бывших; и слуга бретёра, этакий полуфальстаф, полупортос из простонародья.
Фильм по большей части показывает отношения персонажей. Адвокат любит свою жену, но позволяет актрисе помыкать собой. Молодая адвокатша тревожится по поводу своей девственности, но мужа боится, а влечение испытывает к его сыну. Сын рефлексирует на тему греха и даже пытается совершить самоубийство после неудачного полового акта. Нереализованных влечений нет лишь у служанки да у старухи: первая спит, с кем захочет, вторая спит за столом с игральными картами.
В итоге, после ряда сатирических и просто весёлых перипетий аристократ на время возвращается к своей жене, адвокатша соединяется с семинаристом, адвокат с актрисой, растящей его внебрачного сына, а служанка, — с развесёлым конюхом. Название фильма относится к философским монологам конюха, рассказывающего о том, что летняя ночь улыбается трижды. Первый раз — влюблённым, второй раз — шутам, третий — отчаявшимся. В итоге за время, показанное в фильме, все персонажи дождались своих улыбок летней ночи.

## В ролях
- Гуннар Бьёрнстранд — Фредрик Эгерман
- Улла Якобссон — Анна Эгерман
- Бьёрн Бьелфвенстам — Генрик Эгерман
- Эва Дальбек — Дезире Армфельдт
- Найма Вифстранд — госпожа Армфельдт
- Ярл Кулле — граф Карл Магнус Малкольм
- Маргит Карлквист — графиня Шарлотта Малкольм
- Оке Фридель — Фрид, конюх
- Харриет Андерссон — Петра, служанка
- Юллан Киндаль — Беата, кухарка
- Гулл Наторп — Малла
- Биргитта Вальберг — актриса
- Биби Андерсон — актриса

## Награды и номинации

### Награды
- 1956 — Каннский кинофестиваль
  - Лучший поэтический юмор — Ингмар Бергман
- 1957 — Премия Бодиль
  - Лучший европейский фильм — Ингмар Бергман

### Номинации
- 1956 — Каннский кинофестиваль
  - Золотая пальмовая ветвь — Ингмар Бергман
- 1957 — Премия BAFTA
  - Лучший фильм
  - Лучший зарубежный актёр — Гуннар Бьёрнстранд
  - Лучшая зарубежная актриса — Эва Дальбек